# Spirostreptus cavicollis
Spirostreptus cavicollis är en mångfotingart som beskrevs av Karsch 1881. Spirostreptus cavicollis ingår i släktet Spirostreptus och familjen Spirostreptidae. Inga underarter finns listade i Catalogue of Life.